# Birkenauerhof

Der Birkenauerhof im Norden der Gemarkung Weiler

Der Birkenauerhof ist ein historisches Hofgut auf der Gemarkung des nach Sinsheim eingemeindeten Dorfes Weiler im Rhein-Neckar-Kreis.

## Geografie
Der Birkenauerhof liegt etwa eineinhalb Kilometer nordwestlich von Weiler im Tal des Ilvesbachs unterhalb des Steinsbergs.

## Geschichte
Der Hofgut wurde bereits im frühen 17. Jahrhundert erwähnt und seine Geschichte ist eng mit dem Ort Weiler und der Burg Steinsberg verbunden. 1627 verpachtete Johann Jakob Eberstein den Hof an Michael Vahle. 1628 übernahmen Brüder aus dem im Umkreis begüterten Geschlecht der Herren von Venningen zu Eichtersheim das Hofgut. Im Dreißigjährigen Krieg wurde der Hof verwüstet und anschließend wie der nahe Immelhäuser Hof mit aus der Schweiz geflohenen Mennoniten wiederbesiedelt, die die Grundherren im Elsass angeworben hatten. Der Kurfürst protegierte die Mennoniten, die reiche landwirtschaftliche Erträge erzielten, da sie „landesbekanntlich bessere Arbeiter und Landwirte als die übrigen Untertanen“ seien, doch feindete ein Teil der Bevölkerung sie aus Missgunst an. Nach der Auswanderung des Pächters Heinrich Bär kam das Gut an die Familie Musselmann, die es über mehrere Generationen bewirtschaftete. Im späten 20. Jahrhundert betrieb man auf dem Hof überwiegend Schweinemast und baute Zuckerrüben und Getreide an.